# Kakamega poliothorax
Kakamega poliothorax là một loài chim trong họ Modulatricidae.